# Kamieniołom skał wapniowo-krzemianowych na wzgórzu Rokitki

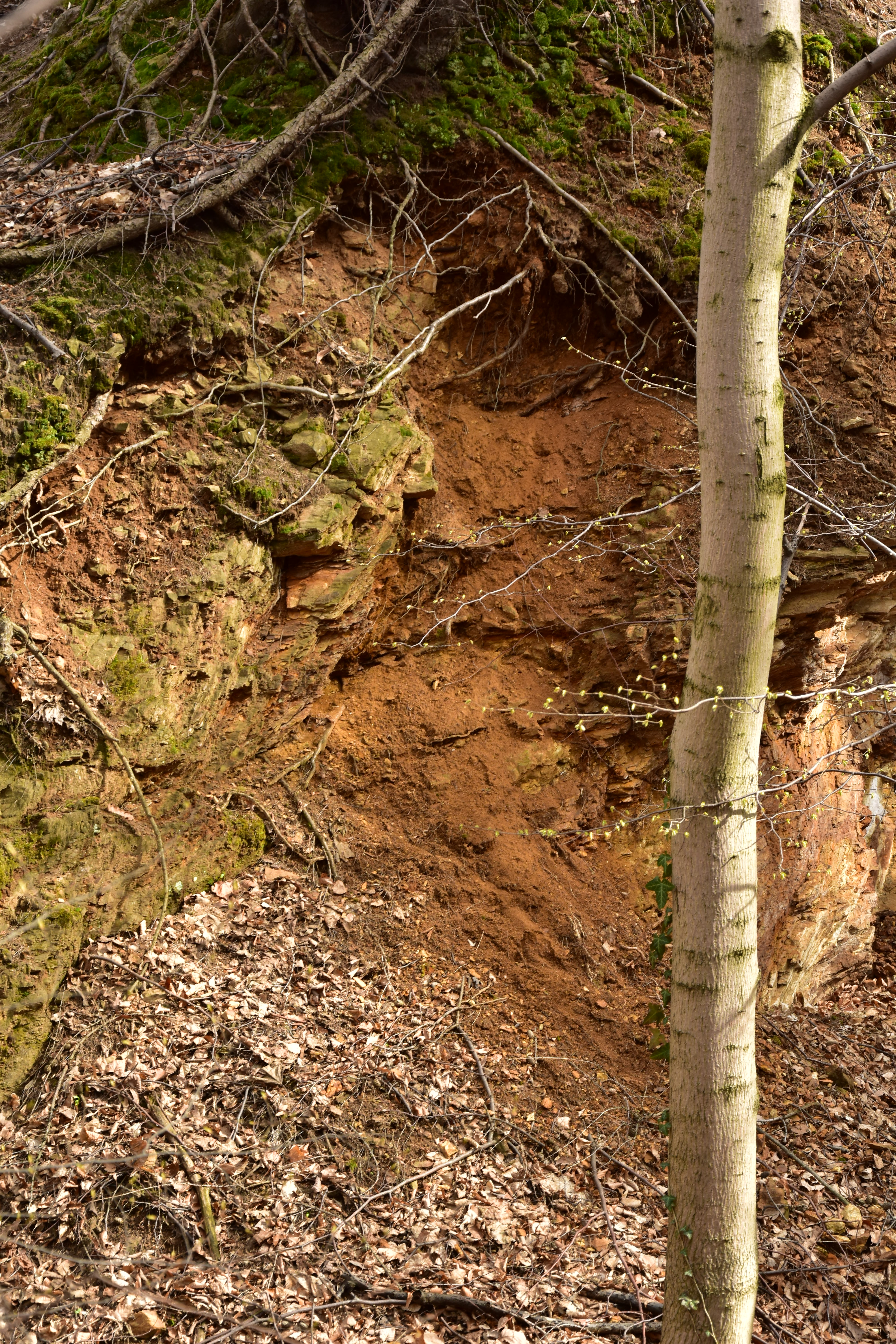
Kamieniołom skał wapniowo-krzemianowych na wzgórzu Rokitki - widok na wyrobisko skalne

Kamieniołom skał wapniowo-krzemianowych na wzgórzu Rokitki – nieczynny kamieniołom skał metamorficznych (wieku proterozoicznego zwanych skałami wapniowo-krzemianowymi znajdujący się na wzgórzu Rokitki 1,3 km na północny zachód od wsi Samborowiczki, przy żółtym szlaku.

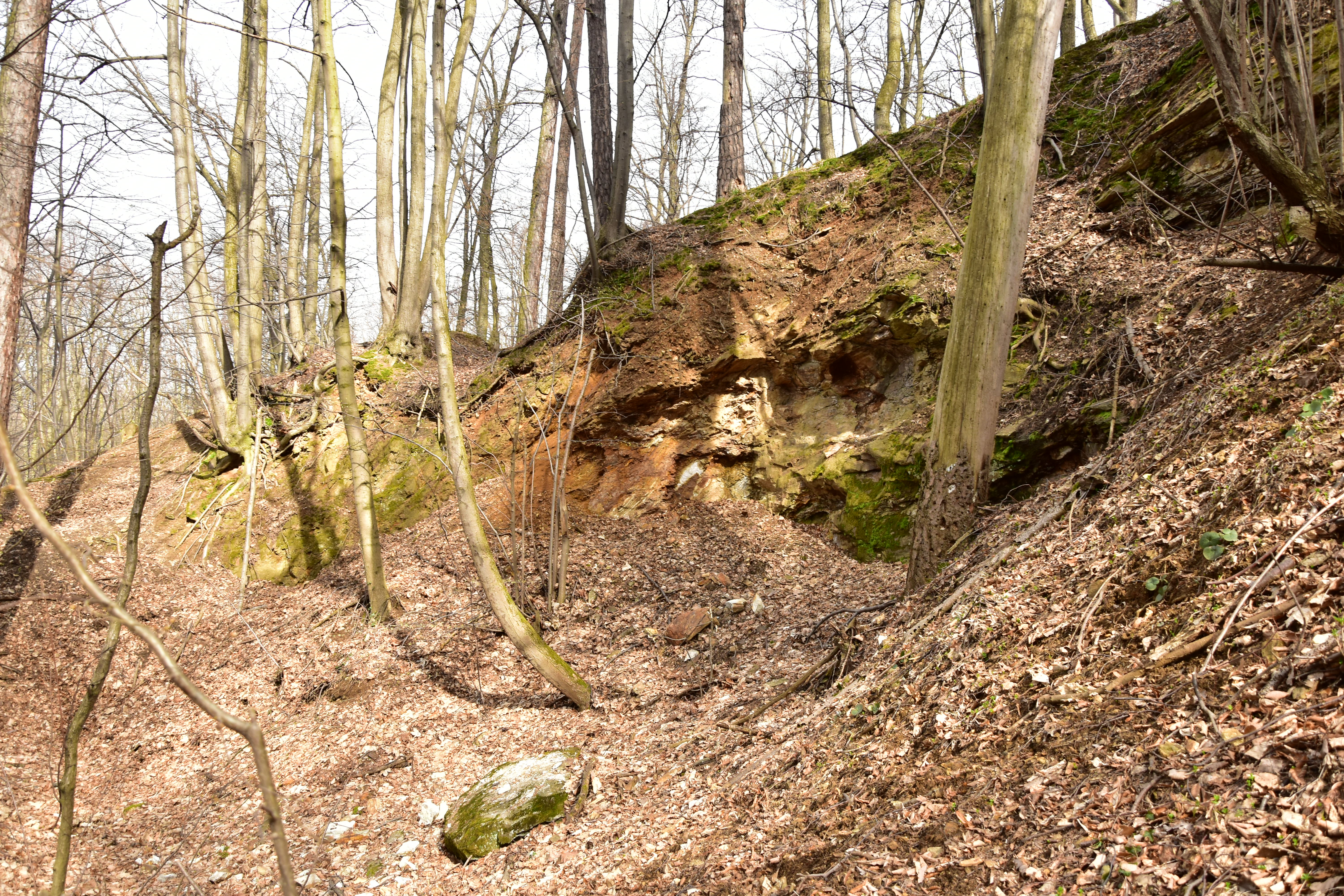
Kamieniołom na Wzgórzu Rokitki - ściana północna

## Położenie
Nieczynny już kamieniołom znajduje się na obszarze Wzgórz Niemczańsko-Strzelińskich, czyli mezoregionu który wchodzi w skład Przedgórza Sudeckiego. Długość pakietu skalnego w tym kamieniołomie wynosi 30 m, natomiast wysokość to jedynie 2-3 m.

## Geneza
Skały budujące wzgórze Rokitki to skały metamorficzne; zaznacza się wpływ termiczny granitów i tonalitów Gromnika. Metamorfizm kontaktowy jest nałożony na metamorfizm regionalny.

## Litologia
Skały wapniowo-krzemianowe można obserwować na ścianie północnej i wschodniej kamieniołomu. Skały wapniowo-krzemianowe z Rokitek mają biało-zielonawą barwę, na którą nakładają się smugi barwy beżowej z pomarańczowym odcieniem i brunatne plamki o średnicy 0,5 cm. Skała wapniowo-krzemianowa z Rokitek jest zbudowana z piroksenu (diopsyd), który nadaje jej zielonawe zabarwienie, wollastonitu, plagioklazu, kwarcu i kalcytu. Udział granatu (hessonit) waha się od 0 do 23,6%. Smugi barwy beżowej oznaczają, że skała jest wzbogacona w wezuwian, a brunatne plamki odpowiadają większym kryształom tego minerału, które mogą osiągać kilka cm. (. Skały wapniowo-krzemianowe ze wzgórza Rokitki powstały z osadów wapiennych oraz margli, wzbogaconych w pewnych poziomach w Ca, Al, Mg, Fe i krzemionkę, które zostały zmetamorfizowane w warunkach metamorfizmu regionalnego. W warunkach metamorfizmu kontaktowego wykrystalizował wezuwian i granat. Łączna grubość skał wapniowo-krzemianowych wynosi 142 m, a najgrubszy pakiet ma 137 m (. 

## Historia badań naukowych
Skały wapniowo-krzemianowe z Rokitek zostały szczegółowo zbadane przez Borkowską. Podała ona dokładny opis petrograficzny skał. Zanalizowała również ich skład chemiczny. Problematyką skałek z Rokitek zainteresowała się również Wojnar. Jej praca dotyczy głównie rodzaju materiału pierwotnie występującego oraz warunków metamorfizmu, jaki działał na skały.

## Walory edukacyjne
Kamieniołom na Wzgórzu Rokitki jest bardzo ciekawym obiektem o walorach edukacyjnych. Wzgórze to zbudowane jest bowiem z rzadkich skał wapniowo-krzemianowych. Odnaleźć można także kryształy wezuwianu – który jest rzadkim minerałem.